# 7194 Сьюзанроуз
7194 Сьюзанроуз (7194 Susanrose) — астероїд головного поясу, відкритий 18 вересня 1993 року.
Тіссеранів параметр щодо Юпітера — 3,345.